# Prometheus: The Discipline of Fire & Demise
Prometheus: The Discipline of Fire & Demise es el cuarto álbum de estudio de Emperor. Producido por Ihsahn, fue publicado por Candelight y es el álbum final de la banda. Prometheus: The Discipline of Fire & Demise difiere de los anteriores trabajos de Emperor debido a su orientación al estilo progresivo. El álbum fue nominado al premio Spellemann al mejor álbum de metal de 2001.

## Publicación y recepción
Prometheus: The Discipline of Fire & Demise fue publicado el 21 de octubre de 2001. Un vídeo musical fue realizado para la canción "Empty" y fue publicado el 8 de octubre.
El álbum recibió buenas críticas por parte de los críticos musicales. Kerrang! lo declaró el álbum de la semana el 10 de octubre de 2001, comparándolo al Master of Puppets de Metallica en términos de calidad,
mientras que Terrorizer lo nombró álbum del mes.

## Lista de canciones
Todas las letras escritas por Ihsahn, toda la música compuesta por Ihsahn. 
| N.º | Título                    | Duración |  |
| 1.  | «The Eruption»            | 6:28     |  |
| 2.  | «Depraved»                | 6:32     |  |
| 3.  | «Empty»                   | 4:16     |  |
| 4.  | «The Prophet»             | 5:41     |  |
| 5.  | «The Tongue of Fire»      | 7:10     |  |
| 6.  | «In the Wordless Chamber» | 5:12     |  |
| 7.  | «Grey»                    | 5:05     |  |
| 8.  | «He Who Sought the Fire»  | 5:28     |  |
| 9.  | «Thorns On My Grave»      | 5:55     |  |

## Créditos
- Ihsahn – voz, guitarras, sintetizador, bajo, programación
- Samoth – guitarra adicional
- Trym – batería, percusión

### Producción
- Thorbjørn Akkerhaugen - mezcla
- Ihsahn - arreglos, producción
- Tom Kvålsvoll - masterizado